# Episodi di McMillan e signora (terza stagione)
Questa voce contiene trame, dettagli e crediti dei registi e degli sceneggiatori della terza stagione della serie televisiva McMillan e signora.
Negli Stati Uniti, la serie andò in onda sulla NBC dal 30 settembre 1973 al 17 febbraio 1974.
| n° | Titolo originale                        | Titolo italiano        | Prima TV USA      | Prima TV Italia |
| -- | --------------------------------------- | ---------------------- | ----------------- | --------------- |
| 1  | Death of a Monster... Birth of a Legend | Una leggenda scozzese  | 30 settembre 1973 | 10 maggio 1981  |
| 2  | The Devil, You Say                      |                        | 21 ottobre 1973   |                 |
| 3  | Freefall to Terror                      | Morte in caduta libera | 11 novembre 1973  | 17 maggio 1981  |
| 4  | The Man Without a Face                  |                        | 6 gennaio 1974    |                 |
| 5  | Reunion in Terror                       |                        | 27 gennaio 1974   |                 |
| 6  | Cross & Double Cross                    |                        | 17 febbraio 1974  |                 |